# Erligang-Kultur
| Prähistorische Kulturen Chinas           | Prähistorische Kulturen Chinas       |
| Paläolithikum                            | Paläolithikum                        |
| ---------------------------------------- | ------------------------------------ |
| Xihoudu-Kultur                           | 1270000 BP                           |
| Ordos-Kultur                             | 50000–35000 BP                       |
| Xiachuan-Kultur                          | 24000–16000 BP                       |
| Xiaonanhai-Kultur                        | 22650–21650 BP                       |
| Tongliang-Kultur                         | 24450 ± 850 BP                       |
| Maomaodong-Kultur                        | 14600±1200 BP                        |
| Fulin-Kultur                             |                                      |
| Kehe-Kultur                              |                                      |
| Dingsishan-Kultur                        |                                      |
| Gezidong-Kultur                          |                                      |
| Miahoushan-Kultur                        |                                      |
| Donggutuo-Kultur                         |                                      |
| Xiaochangliang-Kultur                    |                                      |
| Shilongtou-Kultur                        |                                      |
| Shuicheng-Kultur                         |                                      |
| Shuidonggou-Kultur                       |                                      |
| Yanbulaq-Kultur                          |                                      |
| Mittelsteinzeit                          |                                      |
| Jungsteinzeit                            |                                      |
| Shangshan-Kultur                         | 11000–9000 cal BP                    |
| Zaoshi-Kultur der unteren Schicht        | 7500–7000 v. Chr.                    |
| Pengtoushan-Kultur                       | 7500–6100 v. Chr.                    |
| Gaomiao-Kultur                           | 7400–7100 v. Chr.                    |
| Zhaobaogou-Kultur                        | 7000–6400 v. Chr.                    |
| Hemudu-Kultur                            | 7000–4500 v. Chr./ 5000–3300 v. Chr. |
| Houli-Kultur                             | 6250–5850 v. Chr.                    |
| Xinglongwa-Kultur                        | 6200–5400 v. Chr.                    |
| Laoguantai-Kultur auch Dadiwan-I-Kultur  | 6000–5000 v. Chr./ 6000–3000 v. Chr. |
| Dadiwan-Kultur                           | 5800–3000 v. Chr.                    |
| Chengbeixi-Kultur                        | 5800–4700 v. Chr.                    |
| Peiligang-Kultur                         | 5600–4900 v. Chr.                    |
| Xinle-Kultur                             | 5500–4800 v. Chr.                    |
| Cishan-Kultur                            | 5400–5100 v. Chr.                    |
| Beixin-Kultur                            | 5400–4400 v. Chr.                    |
| Qingliangang-Kultur                      | 5400–4400 v. Chr.                    |
| Tangjiagang-Kultur                       | 5050–4450 v. Chr.                    |
| Baiyangcun-Kultur                        | 5000–3700 v. Chr.                    |
| Yangshao-Kultur auch Miaodigou-I-Kultur  | 5000–2000 v. Chr.                    |
| Yingpanshan-Kultur                       | 5000-… v. Chr.                       |
| Caiyuan-Kultur                           | 4800–3900 v. Chr.                    |
| Majiabang-Kultur                         | 4750–3700 v. Chr.                    |
| Hongshan-Kultur                          | 4700–2900 v. Chr.                    |
| Daxi-Kultur                              | 4400–3300 v. Chr.                    |
| Dawenkou-Kultur                          | 4100–2600 v. Chr.                    |
| Beiyinyangying-Kultur                    | 4000–3000 v. Chr.                    |
| Songze-Kultur                            | 3900–3200 v. Chr.                    |
| Miaozigou-Kultur                         | 3500–3000 v. Chr.                    |
| Liangzhu-Kultur                          | 3400–2000 v. Chr.                    |
| Longshan-Kultur auch Miaodigou-II-Kultur | 3200–1850 v. Chr.                    |
| Shanbei-Kultur                           | 3050–2550 v. Chr.                    |
| Majiayao-Kultur                          | 3000–2000 v. Chr.                    |
| Xiaoheyan-Kultur                         | 3000–2000 v. Chr.                    |
| Tanshishan-Kultur                        | 3000–2000 v. Chr.                    |
| Shixia-Kultur                            | 2900–2700 v. Chr.                    |
| Qujialing-Kultur                         | 2750–2650 v. Chr.                    |
| Shijiahe-Kultur                          | 2600–2000 v. Chr.                    |
| Banshan-Machang-Kultur                   | 2500–2000 v. Chr.                    |
| Baodun-Kultur                            | 2500–1700 v. Chr.                    |
| Keshengzhuang-II-Kultur                  | 2300–2000 v. Chr.                    |
| Zhukaigou-Kultur                         | …–1500 v. Chr.                       |
| Qijia-Kultur                             | 2000-… v. Chr.                       |
| Qugong-Kultur                            | v. Chr.                              |
| Shangzhai-Kultur                         | v. Chr.                              |
| Xinkailiu-Kultur                         | v. Chr.                              |
| Youziling-Kultur                         | v. Chr.                              |
| Kuahuqiao-Kultur                         | v. Chr.                              |
| Kupfersteinzeit                          |                                      |
| Bronzezeit                               |                                      |
| Erlitou-Kultur                           | 2000–1500 v. Chr.                    |
| Yueshi-Kultur                            | 1900–1600v. Chr.                     |
| Erligang-Kultur                          | 1600–1400 v. Chr.                    |
| Siwa-Kultur                              | 1400–1100 v. Chr.                    |
| Nuomuhong-Kultur                         | 1350–950 v. Chr.                     |
| Shajing-Kultur                           | 1300–789 v. Chr.                     |
| Xindian-Kultur                           | 1000-… v. Chr.                       |
| Kayue-Kultur                             | 900–600 v. Chr.                      |
| Tangwang-Kultur                          | v. Chr.                              |
| Ba-Shu-Kultur                            | v. Chr.                              |
| Hanshu-Kultur                            | v. Chr.                              |
| Hushu-Kultur                             | v. Chr.                              |
| Xituanshan-Kultur                        | v. Chr.                              |
| Eisenzeit                                |                                      |

Die Erligang-Kultur (chinesisch 二里崗文化 / 二里岗文化, Pinyin èrlǐgǎng wénhuà, IPA (hochchinesisch) [aɚ.li.kaŋ wən.xwa]) (1600–1400 v. Chr.) ist eine archäologische Kultur der Bronzezeit in China. Der namensgebende Fundort Erligang, außerhalb von Zhengzhou, Henan, wurde 1951 entdeckt.
Viele chinesische Archäologen glauben, dass Zhengzhou ein Zentrum der frühen Shang gewesen ist, das der Erligang-Kultur in einer frühen Phase der Shang-Dynastie entspricht. Die meisten westlichen Gelehrten stehen dieser Sicht, wegen der späteren, unähnlichen Anyang-Siedlungen, jedoch zurückhaltend gegenüber. Außerdem wurden keine schriftlichen Aufzeichnungen in Erligang gefunden, die die archäologischen Funde mit der offiziellen Geschichte verbinden.
Die Stadt war von einer großen Mauer mit einem Umfang von fast 7 km umgeben. Große Werkstätten waren außerhalb dieser Mauer angesiedelt, so z. B. eine „Knochen-Werkstatt“, eine Töpferei und zwei Gießereien für Bronzegefäße. Die heutige Stadt ist auf den Überresten der alten errichtet, wodurch archäologische Untersuchungen sehr erschwert werden. Deshalb stammen die meisten Informationen über die Erligang-Kultur von Untersuchungen anderer Erligang-Fundplätze.
Das Zentrum der Erligang-Kultur liegt im Tal des Gelben Flusses. Sie war die erste archäologische Kultur in China, die einen umfassenden Gebrauch von Bronzegefäß-Gussteilen zeigt. In den frühen Jahren expandierte die Kultur plötzlich sehr schnell und erreichte den Jangtsekiang, was der große Fundplatz bei Panlongcheng in Hubei beweist. Die Expansion ist wahrscheinlich darauf zurückzuführen, dass die Rohstoffe zur Bronzeherstellung in der Umgebung von Zhengzhou abnahmen und der Zugang zu Ressourcen in entfernteren Gebieten sichergestellt werden musste. Dadurch sank zunehmend der Einfluss der Erligang-Kultur, den sie in ihrer frühen Phase ausübte.
In der Erligang-Kultur zeigen sich zudem starke Einflüsse der Erlitou-Kultur, deren Entwicklungen in der Bronzetechnik und im Stil sich bei den Erligang wiederfinden. Der Stil der Bronzegefäße wurde bei den Erligang jedoch viel einheitlicher und auch der Gebrauch dieser Gefäße war weiterverbreitet.